# Felix Maria Ghebre Amlak
Felix Maria Ghebre Amlak OCist (* 23. Juni 1895 in Eritrea; † 8. Juni 1934 in Casamari) war ein Ordenspriester, der wesentlich dazu beitrug, den Zisterzienserorden nach Äthiopien zu bringen. 

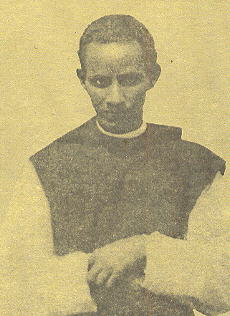
Father Felix Ghebre Amlak, O.Cist.

## Leben
Seine Eltern waren römisch-katholisch und erzogen ihn im Glauben. Mit 12 Jahren trat er in das Knabenseminar von Keren ein. Nach seiner Priesterweihe am 22. September 1918 war er als Diözesanpriester darum bemüht, die monophysitischen und orthodoxen Christen seiner Heimat mit der römischen Kirche zu versöhnen. Da die monastische Tradition in Äthiopien hohes Ansehen genießt, entschloss sich Amlak dafür, Mönch zu werden und sein Apostolat der Einheit durch klösterliches Wirken fortzusetzen.
1925 wurde er nach Rom versetzt, um als Spiritual am dortigen Äthiopischen Kolleg zu dienen. Er nutzte diese Gelegenheit, sich über das abendländische Mönchtum zu informieren, vor allem interessierte ihn der Orden von Cîteaux. Er suchte den Kontakt zu den nahe liegenden Klöstern Sankt Paul vor den Mauern (dort wirkte der sel. Ildefons Schuster), sowie Farfa. Am 7. Dezember 1930 trat er in das Kloster Casamari ein. Als er die Klausur betrat, sagte er: Dies sind die Pforten zum Paradies. Als Zeitlicher Professe erkrankte er an Tuberkulose und starb am 8. Juni, dem Hochfest des Heiligsten Herzens Jesu, im Jahr 1934. Im Angesicht des nahenden Todes wurde es ihm erlaubt, die Feierliche Profess frühzeitig abzulegen, sonst hätte er bis zum 8. Dezember 1934 warten müssen. Seine letzten Worte waren: Jesus, ich liebe Dich und will Dich immer lieben. Er liegt im Mönchsfriedhof von Casamari begraben.
Bald traten auch andere Äthiopier in Casamari ein, die an einer Klostergründung in ihrer Heimat interessiert waren. Heute gibt es in der Heimat des P. Felix fünf Zisterzienserklöster. Verehrung für den Diener Gottes setzte bald ein, besonders unter äthiopischen Priestern, die in Italien studierten und an seinem Grab beteten. Der Wunsch nach einem Seligsprechungsverfahren wurde 1955 bekannt; das offizielle Verfahren begann 1969. Im Jahr 1989 wurde der heroische Tugendgrad vom Vatikan bestätigt.